# Christine Dahl
Christine Dahl, född 23 februari 1929 i Bärenstein, är en tysk-svensk entomolog. Hon ingick 1956 äktenskap med zoologen Erik Dahl.
Dahl, som är dotter till kamrer Paul Blank och Ilse Uhlmann, blev filosofie doktor och docent vid Lunds universitet 1971, blev forskningsassistent vid Naturvetenskapliga forskningsrådet 1971, extra ordinarie docent vid Lunds universitet 1978 och professor i entomologi vid Uppsala universitet 1979. Hon blev fellow av Royal Entomological Society i London 1987 och ledamot av Fysiografiska sällskapet i Lund 1992.